# 348 Май
348 Май (348 May) — астероїд головного поясу, відкритий 28 листопада 1892 року Огюстом Шарлуа у Ніцці.